# Chloroclystis rufulitincta
Chloroclystis rufulitincta là một loài bướm đêm trong họ Geometridae.